# Lock (hörsel)
Lock är ett fenomen då svängningarna i trumhinnan dämpas och man upplever nedsatt hörsel som att ett lock har satts för örat. Då ljudvågor kommer in i örat, träffar de trumhinnan som då sätts i svängning. Svängningen fortplantas via hörselbenen in till hörselsnäckan, där sinnescellerna finns. Sinnescellerna skickar impulser till hjärnan som gör att vi upplever ljud. Om svängningen i trumhinnan dämpas, upplever vi lock för örat.

## Orsak
Vanliga orsaker till lock är vaxproppar, svullnad i örontrumpeten, eller undertryck innanför trumhinnan. Lock är vanligt vid bad, flygning och i samband med förkylning. 
Vid bad är den vanligaste anledningen att en vaxpropp tillsammans med vattnet från badet har täppt igen örat och orsakat lock. Har man dykt mycket kan det även ha bildats ett undertryck innanför trumhinnan, ofta i kombination med svullen örontrumpet. 
Vid flygning, eller någon annan aktivitet då trycket snabbt sjunker såsom att åka uppför ett berg eller genom en tunnel, kan lock bildas på grund av undertryck innanför trumhinnan. Lock av denna typ är ofta kortvariga och släpper då kroppen har vant sig vid det nya trycket eller trycket återställs till det normala. 
Lock är också vanligt i samband med förkylningar och andra infektioner. Örontrumpeten svullnar då upp och dämpar hörseln. Lock av denna typ är oftast relativt långvariga i förhållande till trycklock då locket kan hålla i sig i flera dagar eller veckor.

## Behandlingar och huskurer
Lock i sig är ingen allvarlig sjukdom men kan vara irriterande och störande. Vanligtvis räcker det med att gäspa, tugga tuggummi, på annat sätt röra käken eller göra en lätt tryckutjämning. Örontrumpeten och/eller hörselgången vidgas då tillfälligt och trycket på båda sidorna om trumhinnan blir det samma. 